# Зекох, Мурат Даудович
Мура́т Дау́дович Зеко́х (7 января 1969) — советский и российский футболист, полузащитник и нападающий, российский футбольный тренер.

## Карьера

### Клубная
Профессиональную карьеру начал в 1987 году в нальчикском «Спартаке», сыграл в том сезоне 1 матч. В 1989 году продолжил выступления в майкопской «Дружбе», в составе которой играл до 1991 года, проведя за это время 102 матча и забив 15 мячей. В начале 1992 года перешёл в «Кубань», в составе которой дебютировал в высшей лиге, проведя 3 матча, однако в апреле вернулся в «Дружбу», где и доиграл сезон, проведя 32 встречи и забив 9 голов в первенстве, и ещё сыграл 6 матчей и забил 3 мяча в Кубке России, чем помог команде дойти до 1/2 финала розыгрыша. В следующем сезоне сыграл 40 матчей, в которых забил 9 голов, в первенстве и 3 встречи в Кубке.
В 1994 году пополнил ряды сочинской «Жемчужины», за которую в том сезоне провёл 13 матчей в чемпионате и 1 в Кубке. В следующем сезоне сыграл 22 матча, в которых забил 1 гол, в чемпионате и 1 в Кубке, после чего покинул клуб. В начале 1996 года перешёл в ижевский «Газовик-Газпром», в составе которого в том сезоне провёл 33 матча и забил 3 гола в первенстве, и ещё сыграл в 1 встрече Кубка страны. В следующем сезоне сыграл 30 матчей, в которых снова забил 3 гола, в первенстве и 1 матч в Кубке. В начале 1998 года перешёл в кемеровский «Кузбасс», за который выступал до августа, проведя за это время 14 матчей, в которых забил 6 голов, в первенстве и 1 встречу в Кубке, после чего вернулся в «Газовик», где и доиграл сезон, проведя 14 матчей и забил 1 мяч. В своём последнем сезоне в Ижевске провёл 20 матчей, в которых забил 2 гола, в первенстве и 1 игру, в которой забил 1 гол, в Кубке России. В 2002 году перешёл в «Немком», за который сыграл 35 матчей и забил 2 гола в первенстве, и ещё 2 игры провёл в Кубке. В 2003 году пополнил ряды анапского «Спартака», за который провёл 36 матчей и забил 2 гола. Однако из-за финансовых трудностей клуб временно вышел из ПФЛ, поэтому сезон 2004 года Зекох провёл с командой в ЛФЛ, после чего вернулся в профессиональный футбол. В 2005 и 2006 годах провёл 2 последних сезона в большом футболе, сыграв в 36 матчах первенства, в которых забил 5 голов, и в 3 матчах Кубка страны сезона 2006/07, в которых забил 1 гол.

### Тренерская
После завершения карьеры профессионального игрока занялся тренерской деятельностью, в 2008 году работал помощником Адама Натхо в «Дружбе», затем в 2009 году был тренером в армавирском «Торпедо», а в 2010—2011 тренировал майкопскую «Дружбу». С марта 2014 — главный тренер клуба «Омега» Курганинск.

## Достижения
«Дружба»
Полуфиналист Кубка России: (1)
- 1992/93